# Lauri Siering
Laura „Lauri“ Gail Siering (* 23. Februar 1957 in Pomona, Kalifornien) ist eine ehemalige Schwimmerin aus den Vereinigten Staaten, die eine olympische Silbermedaille und zwei Goldmedaillen bei Panamerikanischen Spielen gewann.

## Karriere
Lauri Siering schwamm für den Modesto Racquet Club und für die University of Southern California. Im Juli 1975 trat Siering bei den Weltmeisterschaften in Cali an. Sie belegte den vierten Platz über 200 Meter Brust mit über einer Sekunde Rückstand auf die drittplatzierte Karla Linke aus der DDR. Drei Monate später siegte Siering bei den Panamerikanischen Spielen 1975 in Mexiko-Stadt auf beiden Bruststrecken.
Bei den Olympischen Spielen 1976 in Montreal erreichte die 4-mal-100-Meter-Lagenstaffel mit Linda Jezek, Lauri Siering, LeLei Fonoimoana und Wendy Boglioli den Endlauf mit der viertbesten Vorlaufzeit. Im Finale schwammen Linda Jezek, Lauri Siering, Camille Wright und Shirley Babashoff sechs Sekunden schneller als die Vorlaufstaffel und wurden damit Zweite hinter der Staffel aus der DDR und vor den Kanadierinnen. Nach den bis 1980 gültigen Regeln erhielten Schwimmerinnen, die nur im Vorlauf eingesetzt worden waren, keine Medaille. Drei Tage nach der Lagenstaffel wurde der Wettbewerb über 200 Meter Brust ausgetragen. Lauri Siering wurde 15. der Vorläufe und war damit schnellste Schwimmerin aus den Vereinigten Staaten. Über 100 Meter Brust wurde Siering im Halbfinale Elfte. Wie über 200 Meter Brust schwammen im Finale nur Europäerinnen.
Lauri Siering hatte während ihrer gesamten Karriere mit Asthma-Problemen zu kämpfen. Wenn sie gut auf ein Medikament eingestellt war, durfte sie es nur so lange benutzen, bis es auf den einschlägigen Listen mit verbotenen Dopingpräparaten auftauchte.